# サティヤラージ
ランガラージ・スッバイアー（Rangaraj Subbaiah、1954年10月3日 - ）は、インドの俳優。「サティヤラージ (Sathyaraj) 」名義でタミル語映画に出演しており、代表作として『チェンナイ・エクスプレス 〜愛と勇気のヒーロー参上〜』『バーフバリ 伝説誕生』『バーフバリ 王の凱旋』が知られている。主に悪役を演じ、タミル語映画の他にテルグ語映画、ヒンディー語映画、マラヤーラム語映画、カンナダ語映画など200作以上の映画に出演している。
1997年の主演映画『Vedham Pudhithu』で成功を収め、その後も『Nadigan』『Amaidhi Padai』『Periyar』でも成功を収めた。また、脇役を演じた『Nanban』『Raja Rani』『バーフバリ』2部作でも高い評価を得ている。1995年には『Villadhi Villain』で監督デビューし、同時に主演として1人3役を演じている。

## 生い立ち
タミル・ナードゥ州コーヤンブットゥール出身。妹が2人おり、末妹は分子生物学博士のペリアンナン・シェナパティと結婚している。サティヤラージはM・G・ラーマチャンドランの熱狂的なファンだった。聖メアリー修道院学校を卒業後、コーヤンブットゥール郊外の高校に進学し、その後政府芸術大学に進学して植物学を専攻した。
サティヤラージは俳優を志望していたが、母親からの反対を受けた。1976年に母親の反対を押し切り、タミル語映画の拠点チェンナイに移住した。彼は『Annakili』の撮影現場で、主演のシヴァクマールとプロデューサーのティラプール・マニアンと出会い俳優活動を始め、コマル・スワムヤタンの演劇一座に入団した。1978年公開の『Sattam En Kaiyil』で、悪役テンガイ・スリニヴァサンの子分役で映画デビューした。また、『Kannan Oru Kaikkuzhanthai』のプロダクション・マネージャーも務めている。1985年公開の『Saavi』で初主演を務め興行的な成功を収めたが、彼の演じたキャラクターは否定的な評価を受けた。1978年から1985年の間に75作品に出演し、その大半が悪役としての出演だった。
1979年に映画プロデューサーのマドゥハンパティ・シヴァクマールの姪と結婚し、彼女との間に1女1男がいる。息子シビ・サティヤラージは俳優として活動している。

## キャリア

### 1980年代
1978年から1982年にかけて、サティヤラージは悪役の手下役として映画に出演する機会が多かった。1984年の映画『January 1』では、監督で長年の友人でもあるマニヴァンナンから主要キャストに起用され、その後マニヴァンナンが死去するまでの間に25作品に出演している。同年公開の『Irupatthi Naalu Mani Neram』以降は主要な悪役として出演本数が増加した。彼の演技力は次第に高い評価を集め、タミル語映画界で広く名前を知られるようになった。また、『Nooravathu Naal』『Anbin Mugavari』では主役よりも良い役回りだったと述べている。
1985年からは主演のオファーを受けるようになり、出演本数も増加した。1986年の映画『Kadalora Kavithaigal』では主役のバス役を演じた。Behindwoodsは、「サティヤラージはアクション・ヒーローのイメージを壊し、賑やかな役柄に成長しました。彼は本当の映画スターになりました」と評価している。『Mr. Bharath』では主演ラジニカーントの父親役を演じて高い評価を受けたが、彼はラジニカーントよりも4歳年下だった。1987年公開の『Vedham Pudhithu』では主役を演じ、フィルムフェア賞 タミル語映画部門主演男優賞を受賞した。この時期には『Pangali』『Madurai Veeran Enga Saami』『Magudam』『Kattalai』などの興行的に失敗した作品もあり、出演する作品を選ぶようになった。

### 1990年代
1990年代に入ると、サティヤラージはコメディ映画やアクション映画に数多く出演し、恋愛映画にも出演している。この時期には『Velai Kidaichuduchu』『Airport』『Veera Padhakkam』『Nadigan』『Pudhu Manithan』『Rickshaw Mama』『Walter Vetrivel』『Thai Maaman』『Azhagarsamy』などの成功作に恵まれた。『Amaidhi Padai』では父子2役を演じて演技力を評価され、興行的にも成功している。彼は後に「この映画には言葉が出ません。この映画は、私を俳優として次のレベルに導いてくれました」と語っている。1994年に『Thai Maaman』が成功すると、サティヤラージは監督を務めたグル・ダナパルと共に1995年に『Maaman Magal』を製作した。また、同年には『Villadhi Villain』で監督デビューし、主演として1人3役を演じた同作は興行的にも成功を収めた。

### 2000年代
2000年代に入るとアジット・クマール、R・マーダヴァン、ヴィジャイなど1990年代にデビューした若手俳優が台頭したことで、批評家からは2000年代でサティヤラージ主演の映画は終わると見られていた。しかし、2002年の『Maaran』、2003年の『Vivaramana Aalu』で主演を演じ、演技の幅を広げた。さらに監督サクティ・チダムバラムと組み『Ennamma Kannu』『Maha Nadigan』『Englishkaran』に出演し、『Ennamma Kannu』は大ヒットとなった。また、『Azhagesan』『Sema Ragalai』『Gowravargal』も高く評価されている。『Jore』では息子のシビ・サティヤラージと共演し、「サティヤラージと息子の組み合わせは非常に面白い」と批評されている。この他に『Mannin Maindhan』『Vetrivel Sakthivel』『Kovai Brothers』で息子と共演し、2007年にはプロデューサーを務めた『Lee』では息子を主演に起用し、同作は高い評価を得ている。
2007年公開の『Onbadhu Roobai Nottu』でヴィジャイ・アワード 主演男優賞を受賞し、同年公開の『Periyar』では南インドの反カースト運動指導者ペリヤール・E・V・ラーマサーミを演じ、同賞にノミネートされた。サティヤラージはラマサミーを演じたことについて、「私自身も合理主義者であり、彼を演じることは簡単だと気付きました。彼のイデオロギーは、私に大きな影響を与えました」と語っている。

### 2010年代

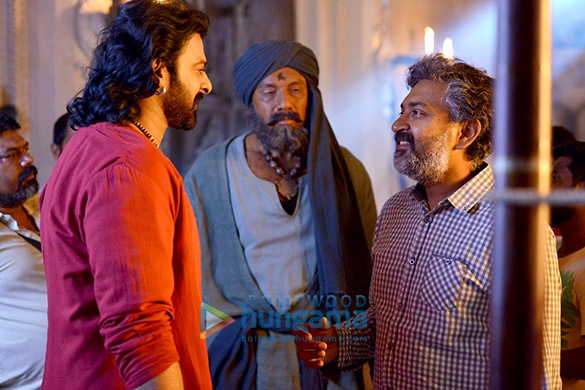
『バーフバリ 王の凱旋』の撮影現場（左からプラバース、サティヤラージ、ラージャマウリ）

2010年代には重要度の高い脇役を多く演じている。『きっと、うまくいく』のリメイク作品『Nanban』では学長役を演じてヴィジャイ・アワード 助演男優賞を受賞し、『チェンナイ・エクスプレス 〜愛と勇気のヒーロー参上〜』『Uchithanai Muharnthaal』『Thalaivaa』にも出演している。2013年にはマニヴァンナンの50作品目の映画『Nagaraja Cholan MA, MLA』で主役を演じた。映画は同年に死去したマニヴァンナンとの最後の作品で、サティヤラージにとっては200作品目の出演作となり、興行的に大きな成功を収めた。
2009年と2012年にテルグ語映画『Sankham』『Mirchi』に出演し、興行的な成功を収めた。また、2009年にマラヤーラム語映画『Aagathan』に出演している。2015年と2017年には『バーフバリ 伝説誕生』『バーフバリ 王の凱旋』で奴隷剣士カッタッパ役を演じて高い評価を得た。『バーフバリ 伝説誕生』は南インドだけではなくインド全域で大ヒットしたため、メディアや観客は「サティヤラージ＝カッタッパ」という認識を持つようになった。また、サティヤラージは24歳で俳優デビューして以来、歴史や民間伝承を題材にした映画に出演することに強い憧れを抱いていた。彼は2015年のインタビューで、「私はテルグ語の民間伝承映画で人気のあるM・G・ラーマチャンドランの大ファンです。24歳の時に抱いた夢は60歳を迎えた時、S・S・ラージャマウリによって実現しました」と語っている。

## マニヴァンナンとの関係
マニヴァンナンとは大学時代からの友人で、俳優になってからも度々共演している。ザ・ヒンドゥーは、「彼（マニヴァンナン）とサティヤラージの友人関係は、スクリーンでいくつかの忘れ難い瞬間に変換される。マニヴァンナンはサティヤラージと共に、スクリーンの中で"nakkal"（卑劣者）の通称で知られている」と評価している。2人は1987年から1994年にかけて「監督マニヴァンナン、主演サティヤラージ」として12作品製作している。サティヤラージはマニヴァンナンと仕事をすることについて、「私にとって喜びです。脚本も対話シートもなく、全て彼の頭の中にあります。そして、彼は大きな成果を上げています」と述べている。

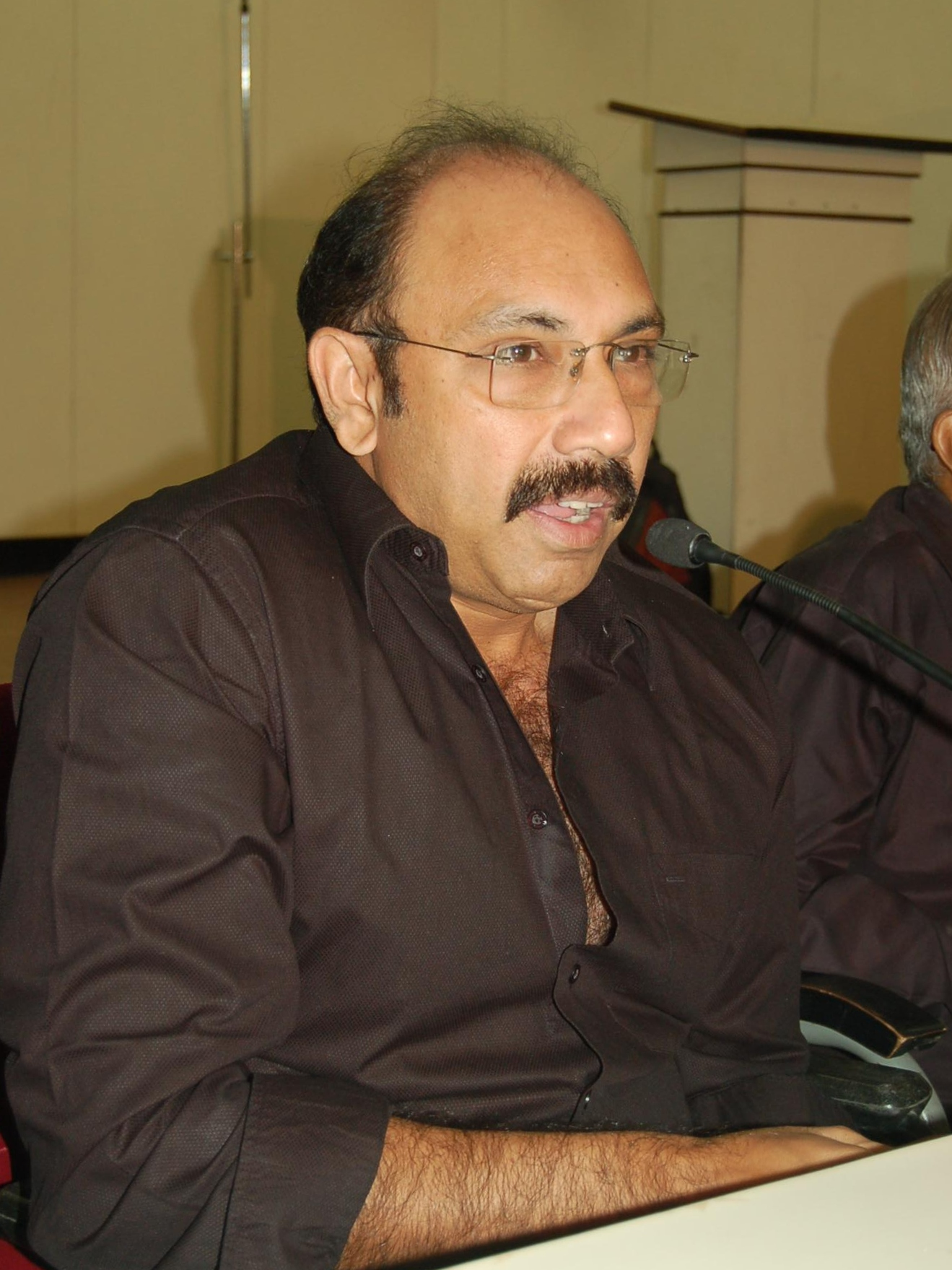
サティヤラージ（2007年）

2013年にマニヴァンナンが死去した際には、「私は美しい瞬間を今も覚えています……マニヴァンナンは人間の天才でした。実際、彼は私の人生において多くのことを教えてくれ、そして俳優から良い人間へと変えてくれました。彼とは毎日、数多くの話題について電話で話をしたものです。その関係は30年間続きました。誰も彼と同じように私を理解することはできないでしょう」と述べている。また、彼が死去する前日にも電話をかけ、次回作の企画について意見を交わしていた。